# Kabinett Bukele

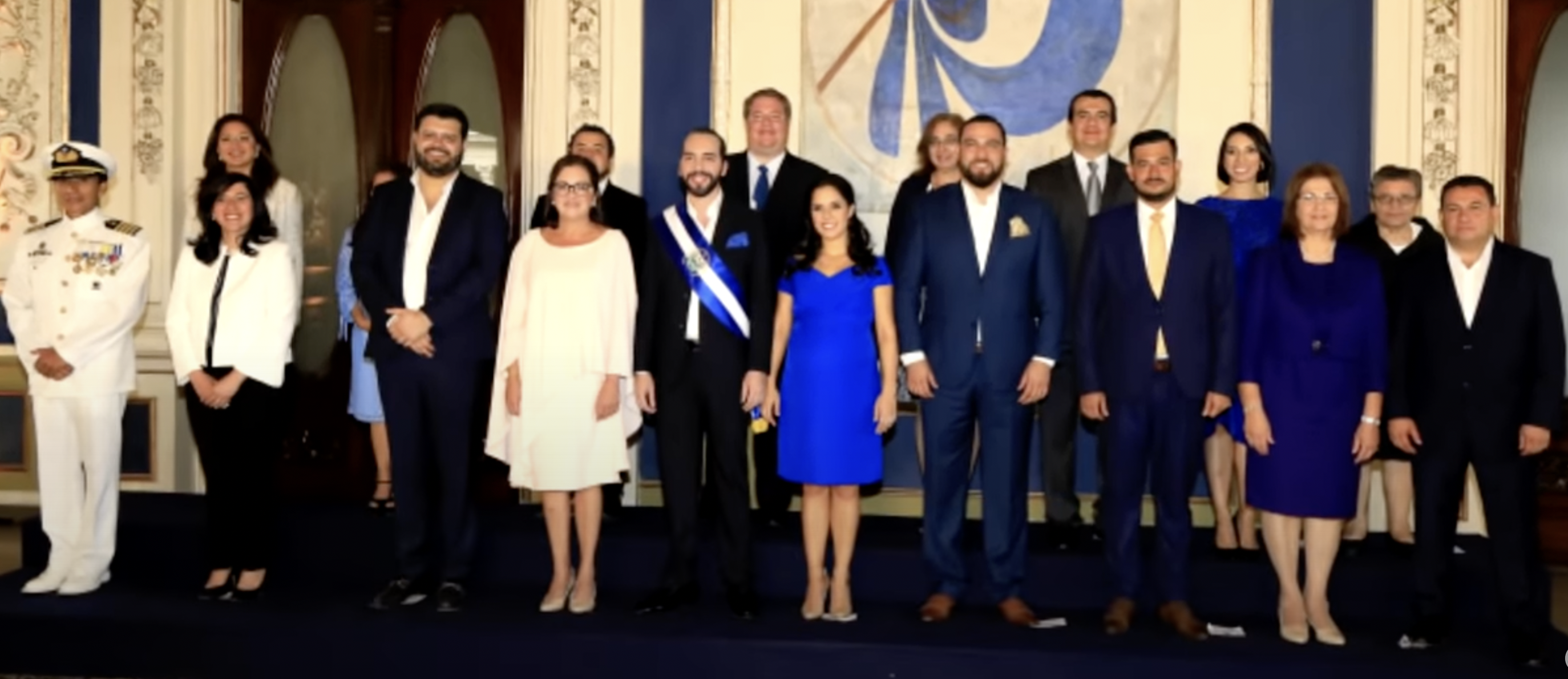
Bukeles Kabinett am 1. Juni 2019

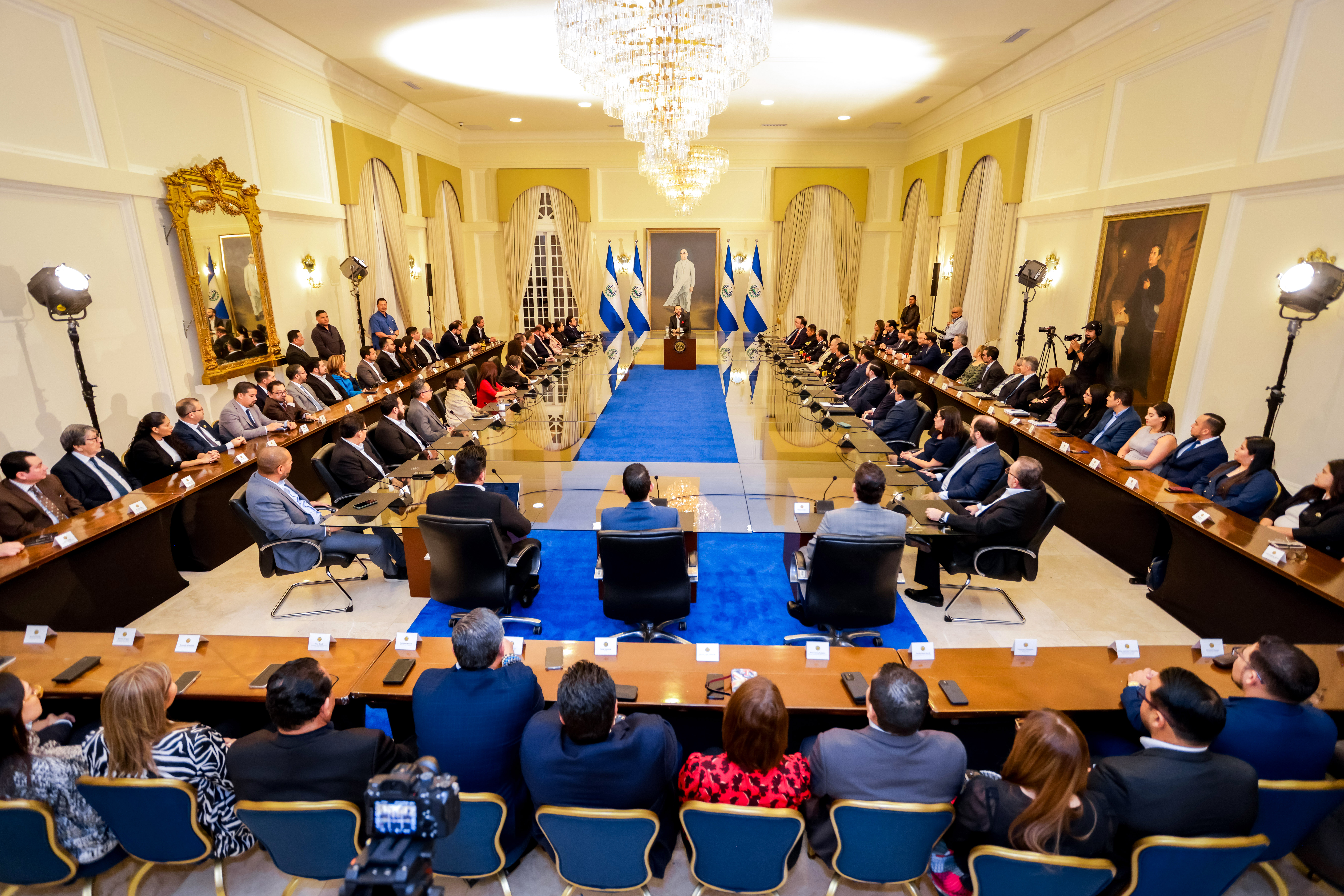
Eine Kabinettssitzung im November 2023

Das Kabinett Bukele bildet seit dem 1. Juni 2019 die Regierung von El Salvador.

## Kabinettsmitglieder
| Amt                                                | Bild | Name                             | Amtszeit                                                            |
| -------------------------------------------------- | ---- | -------------------------------- | ------------------------------------------------------------------- |
| Präsident                                          |      | Nayib Bukele                     | seit 1. Juni 2019 (beurlaubt vom 1. Dezember 2023 bis 1. Juni 2024) |
| Präsident                                          |      | Claudia Rodríguez de Guevara     | 1. Dezember 2023 bis 1. Juni 2024 (kommissarisch)                   |
| Vizepräsident                                      |      | Félix Ulloa                      | seit 1. Juni 2019                                                   |
| Minister für innere Angelegenheiten                |      | Mario Durán                      | bis 20. November 2020                                               |
| Minister für innere Angelegenheiten                |      | Juan Carlos Bidegain             | seit 7. April 2021                                                  |
| Ministerin für auswärtige Angelegenheiten          |      | Alexandra Hill Tinoco            | seit 1. Juni 2019                                                   |
| Minister für Justiz und öffentliche Sicherheit     |      | Rogelio Rivas                    | bis 26. März 2021                                                   |
| Minister für Justiz und öffentliche Sicherheit     |      | Gustavo Villatoro                | seit 26. März 2021                                                  |
| Minister für Finanzen                              |      | Nelson Fuentes                   | bis 28. Juli 2020                                                   |
| Minister für Finanzen                              |      | Alejandro Zelaya                 | 28. Juli 2020 bis 18. Juli 2023                                     |
| Minister für Finanzen                              |      | Jerson Posada                    | seit 18. Juli 2023                                                  |
| Ministerin für Wirtschaft                          |      | Maria Luisa Hayem                | seit 1. Juni 2019                                                   |
| Minister für Bildung, Wissenschaft und Technologie |      | Carla Hananía de Varela          | bis 22. Februar 2022                                                |
| Minister für Bildung, Wissenschaft und Technologie |      | José Mauricio Pineda             | seit 22. Februar 2022                                               |
| Minister für nationale Verteidigung                |      | René Merino Monroy               | seit 1. Juni 2019                                                   |
| Minister für Arbeit und Soziales                   |      | Rolando Castro                   | seit 1. Juni 2019                                                   |
| Minister für Landwirtschaft und Viehzucht          |      | Pablo Salvador Anliker Infante   | bis 7. April 2021                                                   |
| Minister für Landwirtschaft und Viehzucht          |      | David Josué Martínez Panameño    | 7. April 2021 bis 9. März 2022                                      |
| Minister für Landwirtschaft und Viehzucht          |      | Enrique José Arturo Parada Rivas | 9. März 2022 bis 14. Dezember 2022                                  |
| Minister für Landwirtschaft und Viehzucht          |      | Óscar Enrique Guardado Calderón  | seit 14. Dezember 2022                                              |
| Minister für Gesundheit                            |      | Ana del Carmen Orellana Bendek   | bis 27. März 2020                                                   |
| Minister für Gesundheit                            |      | Francisco José Alabí Montoya     | seit 27. März 2020                                                  |
| Minister für öffentliche Arbeiten                  |      | Édgar Romeo Rodríguez Herrera    | seit 1. Juni 2019                                                   |
| Minister für Umwelt und natürliche Ressourcen      |      | Fernando López                   | seit 1. Juni 2019                                                   |
| Ministerin für Tourismus                           |      | Morena Ileana Valdez Vigil       | seit 1. Juni 2019                                                   |
| Minister für Kultur                                |      | Suecy Callejas                   | bis 1. November 2020                                                |
| Minister für Kultur                                |      | Mariemm Pleitez                  | 30. Juli 2021 bis 19. Juni 2024                                     |
| Minister für Kultur                                |      | Raúl Castillo                    | seit 19. Juni 2024                                                  |
| Ministerin für Wohnungsbau und Stadtentwicklung    |      | Michelle Sol                     | seit 1. Juni 2019                                                   |
| Ministerin für lokale Entwicklung                  |      | María Ofelia Navarrete           | seit 1. Juni 2019                                                   |